# Terremoto de Blida de 1825
La ciudad de Blida en Argelia fue golpeada por un gran terremoto el 2 de marzo de 1825. Tuvo una magnitud estimada de 7.0 y una intensidad máxima sentida de X en la escala de Mercalli modificada. Causó casi la destrucción completa de Blida y provocó la muerte de al menos 6.000 habitantes.

## Entorno tectónico
El norte de Argelia se encuentra dentro del complejo cinturón de colisión entre la placa africana y la placa euroasiática. Blida se encuentra en el margen sur de la cuenca de Mitidja, que está llena de rocas sedimentarias de edad Neógena. El límite sur de esta cuenca está formado por fallas de empuje del cinturón plegado y corrido de Blida. Se cree que la ruptura de una falla dentro de una continuación en alta mar de esta zona, más al noreste, fue responsable del terremoto de Bumerdés de 2003.

## Terremoto
El sismo ocurrió a las 07:00 hora local. La intensidad máxima de X en la escala Mercalli modificada se ha utilizado para estimar la magnitud en 7,0. Durante los siguientes cuatro días, hubo diez réplicas significativas.

## Daños
El terremoto devastó Blida dejando muy pocos edificios en pie. No tuvo efectos significativos en Argel, aparte de algunos posibles daños en la Qasba, aunque la ciudad se encontraba a tan solo 50 km del epicentro. Hubo informes de fisuras generalizadas en el suelo y se dijo que tanto los pozos como los manantiales se secaron en las horas previas al terremoto.
Se informó que el número total de personas muertas fue de al menos 6.000 y posiblemente mucho más. El alto número de muertos se explica por el momento del terremoto durante las oraciones, que dejó a muchas personas aplastadas por el derrumbe de las mezquitas.